# 에스터 슈타우블리
에스터 슈타우블리(독일어: Esther Staubli, 1979년 10월 3일 ~ )는 스위스의 여자 축구 심판이다. 2006년부터 국제축구연맹(FIFA) 주관 대회의 심판을 맡고 있으며, 2014년부터는 스위스 챌린지리그의 심판도 맡고 있다. 2017년에는 FIFA U-17 월드컵(남자)의 한 경기의 심판을 맡기도 했다.

## 심판 경력

### FIFA U-17 월드컵
2017년 FIFA U-17 월드컵
- 2017년 10월 14일:  일본 -  누벨칼레도니 (F조)

### FIFA 여자 월드컵
2015년 FIFA 여자 월드컵
- 2015년 6월 9일:  브라질 -  대한민국 (E조)

2019년 FIFA 여자 월드컵
- 2019년 6월 13일:  오스트레일리아 -  브라질 (C조)

### FIFA U-20 여자 월드컵
2012년 FIFA U-20 여자 월드컵
- 2012년 8월 20일:  아르헨티나 -  캐나다 (C조)
- 2012년 8월 22일:  브라질 -  나이지리아 (B조)

2014년 FIFA U-20 여자 월드컵
- 2014년 8월 5일:  중화인민공화국 -  브라질 (B조)
- 2014년 8월 12일:  조선민주주의인민공화국 -  캐나다 (A조)

2018년 FIFA U-20 여자 월드컵
- 2018년 8월 5일:  멕시코 -  브라질 (B조)
- 2018년 8월 12일:  네덜란드 -  프랑스 (A조)

### FIFA U-17 여자 월드컵
2010년 FIFA U-17 여자 월드컵
- 2010년 9월 9일:  가나 -  브라질 (D조)
- 2010년 9월 12일:  멕시코 -  남아프리카 공화국 (B조)

### 올림픽
2016년 하계 올림픽
- 2016년 8월 6일:  남아프리카 공화국 -  중화인민공화국 (E조)
- 2016년 8월 9일:  오스트레일리아 -  짐바브웨 (F조)

### UEFA 유럽 여자 축구 선수권 대회
UEFA 여자 유로 2013
- 2013년 7월 13일:  이탈리아 -  덴마크 (A조)
- 2013년 7월 17일:  독일 -  노르웨이 (B조)
- 2013년 7월 24일:  스웨덴 -  독일 (준결승전)

UEFA 여자 유로 2017
- 2017년 7월 19일:  잉글랜드 -  스코틀랜드 (D조)
- 2017년 7월 25일:  스웨덴 -  이탈리아 (B조)
- 2017년 7월 30일:  잉글랜드 -  프랑스 (8강전)
- 2017년 8월 6일:  네덜란드 -  덴마크 (결승전)

UEFA 여자 유로 2022
- 2022년 7월 8일:  독일 -  덴마크 (B조)
- 2022년 7월 15일:  북아일랜드 -  잉글랜드 (A조)
- 2022년 7월 26일:  잉글랜드 -  스웨덴 (준결승전)